# Michael Gitowsky
Michael Gitowsky (auch Michail Eugenewitsch Gitowski, * 28. Dezember 1887jul. / 9. Januar 1888greg. in Poltawa, Ukraine; † 20. August 1945 in Berlin-Wilmersdorf) war ein Opernsänger der Stimmlage Bass mit russischer, später norwegischer Staatsbürgerschaft. Ab 1936 trat er in Deutschland unter dem Künstlernamen Michael von Roggen auf.

## Leben und Werk
Gitowskys Geburtsstadt liegt etwa 300 km südöstlich der ukrainischen Hauptstadt Kiew. Seine Eltern waren der Gutsbesitzer Eugen Gitowsky und Eugenie Gubarew. Er absolvierte die Kadettenschule in Orel, die Kriegsschule Kaiser Alexander II. in Moskau und wurde aktiver Offizier. 1914 geriet er in österreichische Kriegsgefangenschaft, ab 1917 war er in Norwegen interniert. Ab 1918 erhielt er bei Piero Coppola in Oslo ersten Gesangsunterricht. Er setzte seine Studien 1919 bei August Iffert in Dresden fort, danach 1920/21 bei Waldemar Bernardi und Arthur Lapierre in Paris sowie 1922 bei Vittorio Maria Vanzo in Mailand. 1923 debütierte er in Deutschland als Konzertsänger, beispielsweise sang er 1924 bei den Berliner Philharmonikern unter Leitung von Bruno Walter die Bass-Soli in den Totenmessen von Mozart und Verdi. 1924–25 war er am Stadttheater Hamburg verpflichtet, 1925–26 beim Norddeutschen Rundfunk. Ab 1926 sang er eine Spielzeit lang am Neuen Theater in Leipzig. 1928 ging er nach Paris und errang in den folgenden Jahren an der Opéra Russe „bedeutende Erfolge“, so Kutsch/Riemens. 1936 kam er nach Deutschland zurück und trat nur mehr, dem Zeitgeist entsprechend, unter dem Künstlernamen Michael von Roggen auf. Von 1937 bis 1943 war er an der Berliner Staatsoper Unter den Linden engagiert. Dort war er am 23. Januar 1937 in der Uraufführung der Oper Rembrandt van Rijn von Paul von Klenau besetzt. Von 1937 bis 1939 wirkte er auch bei den Bayreuther Festspielen mit – als Titurel in der Neuinszenierung des Parsifal und als Fafner im Ring des Nibelungen.  Kutsch/Riemens fassen zusammen: „Echt russische, voluminöse, tiefe Baßstimme.“
Er war seit spätestens 1924 verheiratet mit der norwegischen Bibliothekarin Bolette Sontum (verwitwete Durban, * 20. Juli 1885 in Lyngdal, Norwegen; † 1944).

Michael Gitowsky starb im Sommer 1945 in Berlin an Lungen- und Kehlkopftuberkulose.

## Tondokumente
Aufnahmen von Michael Gitowsky entstanden für das Label Homocord 1928 und 1929 in Berlin (30 Seiten) sowie 1930 in Paris, die letzten mit dem Chor der russischen Oper Paris (4 Seiten).
Es gibt Aufzeichnungen in deutscher und in russischer Sprache.
Im Oktober 1928 erfolgten in Berlin elektrische Aufnahmen für Homocord:
- Halévy: Die Jüdin – „Wenn ew'ger Hass“ (4-8926 52505-I)
- Verdi: Simon Boccanegra – „A te l'estremo addio“ (4-8917 52503)
- Verdi: Don Carlos – „Ella giammai m'amo!“ (4-8917 52504)

Am 27. Juni 1929 wurden in Berlin folgende Arien aufgezeichnet, ebenfalls für Homocord:
- Mussorgski: Boris Godunow – Monolog des Boris (Ru) 4-9027 H-M532D
- Mussorgski: Boris Godunow – Monolog des Pimen (Ru) 4-9027 H-M533D

Es wurden weitere Arien aufgezeichnet, aus Werken von Borodin, Rossini, Tschaikowski und Verdi, sowie einige russische Volkslieder.
Auf einer Rundfunkaufnahme aus dem Jahr 1942 ist Michael von Roggen in der Partie des Dumas in der Oper Andrea Chénier zu hören (BASF 10 21361-7, LP).